# エレクトロニック・ミュージック・スタジオ

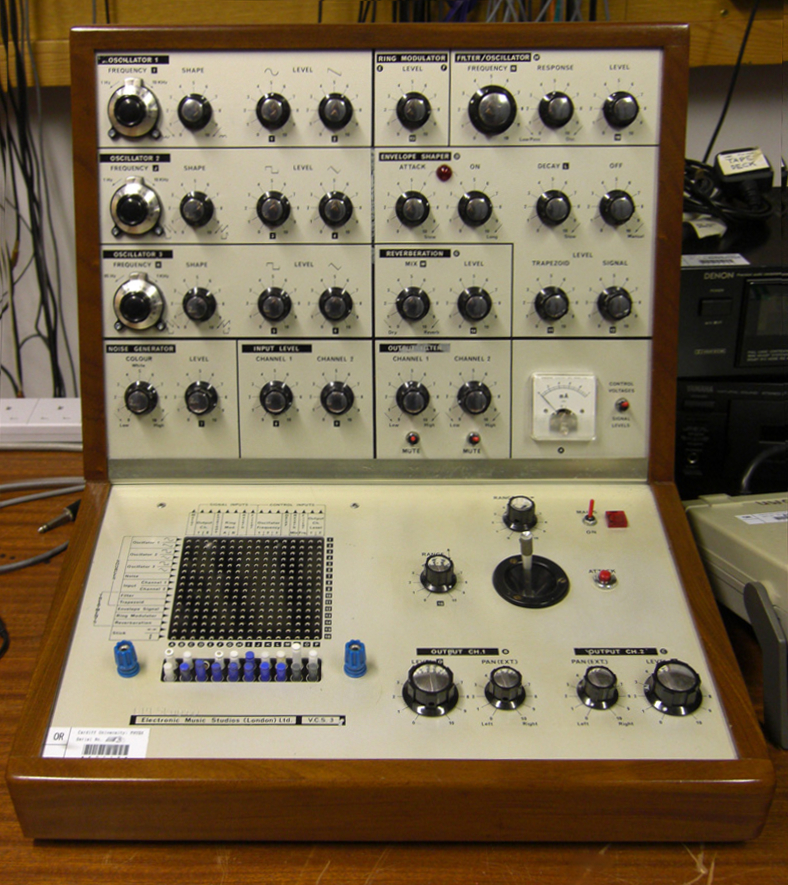
EMS VCS 3

エレクトロニック・ミュージック・スタジオ（Electronic Music Studios　ltd、通称EMS）は、1969年にイギリスで設立された電子楽器メーカー。

## 概要
1970年代、アナログ・シンセサイザーの代表的なメーカーと言われるモーグとは異質な音質／音色を得られるシンセサイザーのメーカーとされていた。
VCS3(EMS VCS 3)や、そのホータブル型のSynthi A(Synthi A)などは、ピンク・フロイドが『狂気』で使用した。その他、ブライアン・イーノやジャン・ミッシェル・ジャールなどがユーザとして挙げられる。

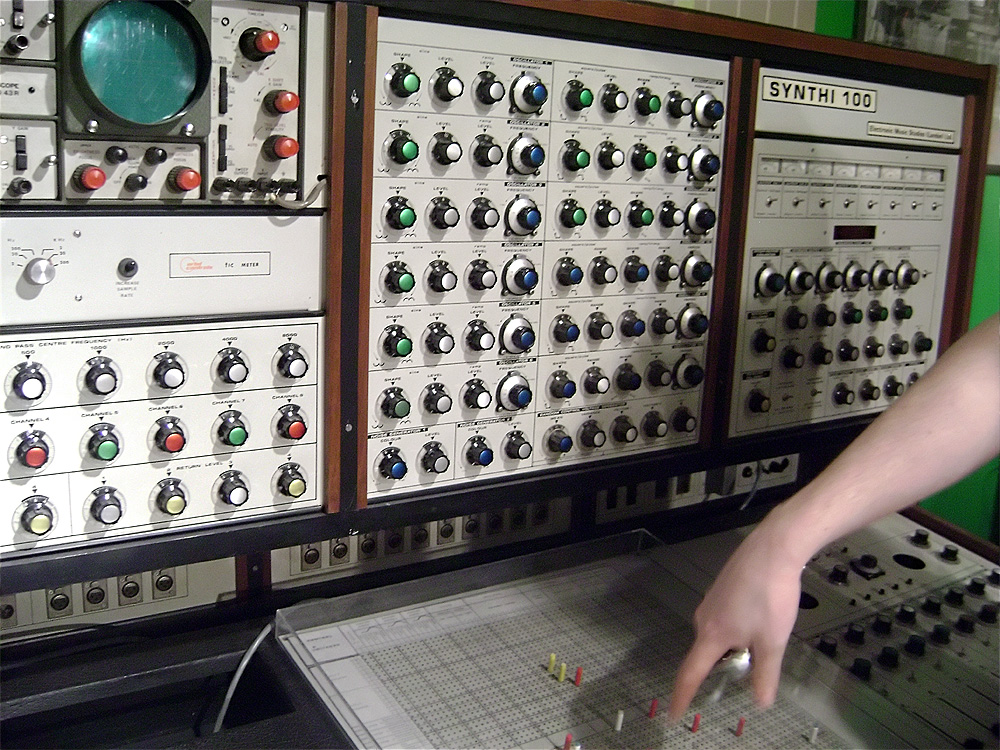
EMS Synthi 100